# W.-Eugene-Smith-Preis
Der W.-Eugene-Smith-Preis für Humanistische Fotografie ist eine seit 1980 vom New Yorker W.-Eugene-Smith-Memorial-Fonds verliehener renommierter Fotojournalisten-Preis. Er wurde aus dem Nachlass von W. Eugene Smith, zur bleibenden Erinnerung an ihn gestiftet. Das Preisgeld beträgt 30.000 US-Dollar.

## Strukturen
Der W. Eugene Smith Grant in Humanistic Photography setzt als Schlusstag für einzuschickende Bewerbungen den 15. Juli jeden Jahres. Der Stiftungs-Fonds ist ansässig im International Center of Photography im US-Bundesstaat New York.

## Preisträger
- 1980: Jane Evelyn Atwood
- 1981: Eugene Richards
- 1982: Sebastião Salgado
- 1983: Milton Rogovin
- 1984: Gilles Peress
- 1985: Donna Ferrato
- 1985: Letizia Battaglia
- 1986: John Vink
- 1987: Graciela Iturbide
- 1988: Paul Graham
- 1989: Cristina García Rodero
- 1990: Carl De Keyzer
- 1991: Dario Mitidieri
- 1992: Eli Reed
- 1993: Marc Asnin
- 1993: James Nachtwey
- 1994: Ellen Binder
- 1995: Vladimir Syomin
- 1996: Gideon Mendel
- 1997: Alain Keler
- 1998: Ernesto Bazan
- 1999: Chien-Chi Chang
- 2000: Brenda Ann Kenneally
- 2001: Maya Goded
- 2002: Kai Wiedenhöfer
- 2003: Trent Parke
- 2004: Stanley Greene
- 2005: Pep Bonet
- 2006: Paolo Pellegrin
- 2007: Stephen Dupont
- 2008: Mikhael Subotzky
- 2009: Lu Guang
- 2010: Darcy Padilla
- 2011: Krisanne Johnson
- 2012: Peter van Agtmael
- 2013: Robin Hammond
- 2014: Joseph Sywenkyj
- 2015: Matt Black
- 2016: Justyna Mielnikiewicz
- 2017: Daniel Castro Garcia
- 2018: Mark Peterson
- 2020: Sabiha Çimen